# Giovanni Battista Cornero
Giovanni Battista Cornero (... – 15 dicembre 1852) è stato un politico italiano.

## Biografia
Padre di Giuseppe, fu  Deputato del Regno di Sardegna nelle prime quattro legislature, eletto nel collegio di Mombercelli.